# Иисус Христос (Южный Парк)
Иисус Христос (англ. Jesus Christ), чаще просто Иисус, — персонаж американского мультипликационного сериала «Южный парк», основанный образе на мессии христианской религии Иисусе Христе. В первых сезонах сериала Иисус работает телеведущим на кабельном телеканале Саут-Парка, в собственном ток-шоу «Иисус и его приятели» (в переводе Д. Пучкова «Иисус сотоварищи»), живёт в доме под номером 80122. Он гибнет в эпизоде 617 и воскресает в эпизоде 1105 (где снова гибнет от руки Кайла и снова воскресает). В эпизоде 1111 Иисус показан в качестве жителя страны воображаемых персонажей — Воображляндии и члена управляющего этой страной Консулата девяти.
Когда Трей Паркер и Мэтт Стоун только начинали разрабатывать идею будущего сериала «Южный парк», они уже хотели использовать Иисуса в качестве персонажа; он играет важную роль в двух предшествовавших сериалу короткометражках под общим названием «Дух Рождества», и было решено, что он перейдёт в сериал. Во второй части «Духа Рождества», «Иисус против Санты», он появляется в своём нынешнем сериальном облике. При вопросах о том, являются ли шутки о Боге и Иисусе антихристианскими, Паркер и Стоун отвечают, что нет; они просто считают, что юмор может базироваться абсолютно на любых вещах.
Иисуса озвучивает один из создателей сериала, Мэтт Стоун.

## Характер
Основанный на историческом и легендарном христианском мессии, Иисус в сериале показан в целом соответствующим арианским, а не традиционным христианским представлениям о нём; он только сын Бога, но не Бог, обладает целым рядом сил, включая предвидение, исцеление и способность к воскрешению. Характеристика его способностей варьируется в разных сериях — так, согласно эпизоду «Суперлучшие друзья», некоторые из его чудес являются фикциями, на самом деле не требующими никаких способностей, а в серии «Чудесная пасхальная история» сказано, что он приобретает способности только после смерти.
Иисус в сериале — спокойный и не очень уверенный в себе, очень хорошо относящийся ко всем вокруг, несколько грустный персонаж. Тем не менее, иногда он ведёт себя в том же стиле, как и другие персонажи сериала. Тогда как в эпизоде «Дэмиен» Иисус показан неуверенным в себе и малоспособным к серьёзной битве, в других сериях («Убить Санта-Клауса», «Чудесная пасхальная история», «Воображляндия, эпизод III») Иисус свободно обращается с оружием и обладает боевыми навыками. В полнометражном фильме «Большой, длинный и необрезанный» можно увидеть, что Иисус является солдатом армии США. Иисус является членом группы супергероев — религиозных пророков «Суперлучшие друзья», которые борются со злом (кроме Будды, который не верит в существование зла); также Иисус, как один из мудрейших вымышленных персонажей, вместе с Асланом, Люком Скайуокером и другими входит в верховный совет Воображляндии.

## «Иисус и его приятели»
До своей второй смерти Иисус вёл на кабельном телевидении Саут-Парка собственное телешоу «Иисус и его приятели» (англ. Jesus and Pals). В зависимости от эпизода его формат варьируется — обычно это просто ответы Иисуса на телефонные звонки, но иногда он принимает в студии гостей, хотя не отличается талантом брать интервью. Шоу не очень популярно в городе, хотя даже католический священник отец Макси в эпизоде «Дэмиен», увидев Иисуса, говорит: «Смотрите, это же парень с местного телешоу!» В эпизоде «Мексиканская зырящая лягушка с южной Шри-Ланки» шоу Иисуса вступает в рейтинговую конкуренцию с программой Джимбо и Неда «Охота и убийство». Продюсер заставляет Иисуса менять формат шоу, делая его более кричащим, а в конечном итоге организовывает в эфире драку Стэна, Кайла, Картмана и Кенни с Джимбо и Недом. Когда Иисус понимает, что его не устраивает происходящее, он возвращается к старому формату, отослав продюсера в ад.
Сатира, сутью которой является это шоу, состоит в том — что Иисус Христос является на землю для второго пришествия, но его никто не узнаёт. В результате Иисусу, чтобы донести свои мысли до людей, приходится вести это кабельное телешоу. Но и в этом качестве его игнорирует большинство жителей города.

## Иисус и Pussy Riot
В конце серии «Браслет для аплодисментов» Иисус демонстрирует футболку с надписью «Free Pussy Riot» («Свободу Пусси Райот») и толпа поддерживает его. После выхода серии депутат Госдумы РФ от партии ЛДПР Вадим Деньгин крайне критично отозвался о сериале, заявив, что данный эпизод унижает Русскую православную церковь, некоторые политики предложили полностью запретить трансляцию сериала на территории России. В этой же серии показывается, что Иисус вовсе не страдал за грехи человеческие, а на самом деле был на тот момент в состоянии наркотического кайфа. Этот аспект со стороны политиков и Вадима Деньгина упомянут никак не был.